# Kelly Preston
Kelly Kamalelehua Smith, mais conhecida como Kelly Preston (Honolulu, 13 de outubro de 1962 – Houston, 12 de julho de 2020) foi uma atriz e modelo estadunidense. Preston ficou conhecida por suas atuações em filmes como A Primeira Transa de Jonathan, Admiradora Secreta, Irmãos Gêmeos e Jerry Maguire.

## Primeiros anos
Kelly Kamalelehua Smith (o nome do meio "Kamalelehua" significa 'jardim de lehuas' em havaiano, um lehua sendo uma flor havaiana bem conhecida) nasceu em Honolulu, Havaí. Sua mãe, Linda, era administradora de um centro de saúde mental. Seu pai, que trabalhava em uma empresa agrícola, se afogou quando Preston tinha três anos de idade. Sua mãe se casou com Peter Palzis, diretor de pessoal. Ele adotou Preston, e ela usou o nome dele no início de sua carreira de atriz. Ela também tinha um meio-irmão mais novo, Chris Palzis.
Quando criança, Preston viveu no Iraque, e também na Austrália, onde frequentou a Pembroke School em Adelaide. Ela então frequentou a Punahou School em Honolulu, e estudou teatro na Universidade do Sul da Califórnia.

## Carreira
Enquanto morava na Austrália, Preston foi descoberta aos 16 anos por um fotógrafo de moda que a ajudou a conseguir trabalho em comerciais e outras peças pequenas. Ele fez um teste para o papel de Emmeline em A Lagoa Azul (1980), mas perdeu para a Brooke Shields. Naquela época, ela mudou seu sobrenome para Preston. 
O começo de sua carreira como atriz foi com uma pequena participação no famoso seriado Havaí 5-0 (1980), no episódio "For Old Times Sake".
Em 2004, foi destaque no vídeo da música "She Will Be Loved" da banda Maroon 5.
Preston era porta-voz da Neutrogena, aparecendo em diversos anúncios da marca.

## Vida pessoal

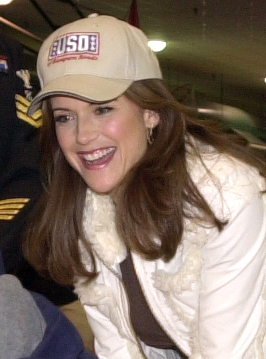
Preston em 2005

Foi casada com o ator Kevin Gage de 1985 a 1987. 
Ela também teve um relacionamento com George Clooney no final da década de 1980. Ela ficou brevemente noiva de Charlie Sheen em 1990, mas terminou o relacionamento logo depois que ele teria, supostamente, atirado no braço dela. Em uma entrevista de 2011 para a TMZ, Preston negou o fato e afirmou ter sido um acidente.
De 1991 até sua morte em 2020, foi casada com o ator John Travolta. Os dois se conheceram durante as filmagens de The Experts em  1987. Eles se casaram em Paris na Place de la Concorde em 5 de setembro de 1991. Juntos, eles tiveram três filhos: Jett, nascido em 13 de abril de 1992 e falecido em 2 de janeiro de 2009, Ella Bleu, nascida em 3 de abril de 2000 e Benjamim, nascido a 23 de Novembro de 2010. Em 2 de janeiro de 2009, Jett Travolta, seu filho mais velho, faleceu devido a uma convulsão nas Bahamas, onde a família passava férias. Seu filho mais velho possuía a Síndrome de Kawasaki, tendo sido diagnosticado com a doença aos dois anos de idade.

### Morte
Kelly faleceu em 12 de julho de 2020, por conta de um câncer de mama que possuía desde 2018. A assessoria da família Travolta confirmou sua morte e logo após John Travolta pronunciou-se em sua página no Instagram.

## Filmografia

### Filmes
- 1983 - Christine - Roseanne
- 1983 - Metalstorm: The Destruction of Jared-Syn - Dhyana
- 1983 - 10 to Midnight - Doreen
- 1985 - Secret Admirer - Deborah Anne Fimple
- 1985 - Mischief - Marilyn McCauley
- 1986 - 52 Pick-Up - Cini
- 1986 - Space Camp - Tish Ambrose
- 1987 - Amazon Women on the Moon - Violet
- 1988 - Twins - Marnie Mason
- 1988 - Spellbinder - Miranda Reed
- 1988 - Love at Stake - Sara Lee
- 1988 - A Tiger's Tale - Shirley Butts
- 1989 - The Experts - Bonnie
- 1991 - Run - Karen Landers
- 1992 - Only You - Amanda Hughes
- 1994 - Love Is a Gun - Jean Starr
- 1994 - Double Cross - Vera Blanchard
- 1995 - Waiting to Exhale - Kathleen
- 1995 - Mrs. Munck - Rose
- 1996 - Jerry Maguire - Avery Bishop
- 1996 - Curdled - Kelly Hogue
- 1996 - From Dusk Till Dawn - Kelly Houge
- 1996 - Citizen Ruth - Rachel
- 1997 - Nothing to Lose - Ann Beam
- 1997 - Addicted to Love - Linda Green
- 1998 - Jack Frost - Gabby Frost
- 1998 - Holy Man - Kate Newell
- 1999 - For Love of the Game - Jane Aubrey
- 2001 - Daddy and Them - Rose
- 2001 - Battlefield Earth - Chirk
- 2003 - The Cat in the Hat - Joan Walden
- 2003 - What a Girl Wants - Libby Reynolds
- 2003 - View from the Top - Sherry
- 2004 - Return to Sender - Susan Kennan
- 2004 - Eulogy - Lucy Collins
- 2005 - Sky High - Josie Stronghold
- 2006 - Broken Bridges - Angela Dalton
- 2007 - Death Sentence - Helen Humes
- 2008 - The Possibility of Fireflies - Susanna Roma
- 2009 - Old Dogs - Vicki
- 2010 - The Last Song - Kim
- 2010 - Casino Jack
- 2013 - Gotti: Three Generations

### Televisão
- 1980 - Hawaii Five-O - Wendy
- 1983 - For Love and Honor - Mary Lee
- 1983 - ChiPs - Anna
- 1983 - Quincy, M.E. - Ginger Reeves
- 1984 - Blue Thunder - Amy Braddock
- 1984 - Riptide - Sherry Meyers
- 1990 - Tales from the Crypt - Linda
- 1991 - The Perfect Bride - Laura
- 1993 - The American Clock - Diana Marley
- 1994 - Little Surprises - Ginger
- 1994 - Cheyenne Warrior - Rebecca Carver
- 2000 - Bar Hopping - Bebe
- 2004 - Fat Actress - Quinn Taylor Scott
- 2004 - Joey - Donna DiGregorio

## Prêmios e indicações
Kelly já foi indicada duas vezes ao prêmio Framboesa de Ouro, uma por Battlefield Earth, em 2000, na categoria pior atriz coadjuvante/secundária, onde foi vencedora, e em 2003, pelo filme O Gato, na mesma categoria.